# Narciarstwo alpejskie na Zimowych Igrzyskach Olimpijskich Młodzieży 2024
Narciarstwo alpejskie na Zimowych Igrzyskach Olimpijskich Młodzieży 2024 odbywało się w dniach 21 - 26 stycznia 2024 roku.
Zawodnicy i zawodniczki rywalizowali w czterech konkurencjach indywidualnych: supergigancie, slalomie, gigancie, superkombinacji oraz w jednej konkurencji drużynowej: slalomie mieszanym. Zawody odbywały się w ośrodku narciarskim High1 Resort w koreańskim Gangwon.

## Klasyfikacja medalowa
*   Gospodarz ( Korea Południowa)
| Miejsce | Reprezentacja   | Złoto | Srebro | Brąz | Razem |
| ------- | --------------- | ----- | ------ | ---- | ----- |
| 1       | Austria         | 3     | 2      | 1    | 6     |
| 2       | Włochy          | 2     | 1      | 1    | 4     |
| 3       | Wielka Brytania | 2     | 1      | 0    | 3     |
| 4       | Niemcy          | 1     | 1      | 1    | 3     |
| 5       | Francja         | 1     | 0      | 1    | 2     |
| 6       | Szwecja         | 0     | 3      | 2    | 5     |
| 7       | Szwajcaria      | 0     | 1      | 1    | 2     |
| 8       | Finlandia       | 0     | 0      | 1    | 1     |
| 8       | Słowacja        | 0     | 0      | 1    | 1     |
| Razem   | Razem           | 9     | 9      | 9    | 27    |

## Terminarz
Wszystkie godziny podano według czasu lokalnego (UTC+9)
| Data             | Godzina     | Miejscowość | Konkurencja                          | Złoto                                      | Srebro                                 | Brąz                                     |
| ---------------- | ----------- | ----------- | ------------------------------------ | ------------------------------------------ | -------------------------------------- | ---------------------------------------- |
| 21 stycznia 2024 | 10:00       | Gangwon     | Supergigant dziewcząt                | Camilla Vanni                              | Eva Schachner                          | Shaienne Zehnder                         |
| 21 stycznia 2024 | 12:00       | Gangwon     | Supergigant chłopców                 | Benno Brandis                              | Asaja Sturm                            | Andrej Barnáš                            |
| 22 stycznia 2024 | 09:00 13:00 | Gangwon     | Superkombinacja dziewcząt            | Maja Waroschitz                            | Giorgia Collomb                        | Romy Ertl                                |
| 22 stycznia 2024 | 10:20 14:15 | Gangwon     | Superkombinacja chłopców             | Zak Carrick-Smith                          | Alexander Ax Swartz                    | Liam Liljenborg                          |
| 23 stycznia 2024 | 10:00 12:45 | Gangwon     | Slalom gigant dziewcząt              | Giorgia Collomb                            | Shaienne Zehnder                       | Astrid Hedin                             |
| 24 stycznia 2024 | 10:00 12:45 | Gangwon     | Slalom gigant chłopców               | Nash Huot-Marchand                         | Zak Carrick-Smith                      | Florian Neumayer                         |
| 25 stycznia 2024 | 09:30 13:45 | Gangwon     | Slalom dziewcząt                     | Maja Waroschitz                            | Charlotte Grandinger                   | Giorgia Collomb                          |
| 25 stycznia 2024 | 10:45 14:45 | Gangwon     | Slalom chłopców                      | Zak Carrick-Smith                          | Elliot Westlund                        | Nash Huot-Marchand                       |
| 26 stycznia 2024 | 11:00       | Gangwon     | Drużynowy slalom równoległy mieszany | Austria Maja Waroschitz · Florian Neumayer | Szwecja Astrid Hedin · Elliot Westlund | Finlandia Amélie Björkstén · Altti Pyrrö |